# Nissan Skyline
Nissan Skyline je sportovní automobil vyráběný japonskou automobilkou Nissan.

## Nissan Skyline R34
Dvoudveřový sportovní vůz  , motor vpředu a trvalý pohon na zadní kola. Řadový šestiválec s rozvodem DOHC a objemem 2568 cm³, vrtání 86 mm a zdvih 73,7 mm, komprese 8,5, čtyřventil, přeplňování dvěma turbodmychadly, výkon 206 kW (280 koní) při 6800 ot/min, točivý moment 392 Nm při 4400 ot/min. Šestistupňová převodovka, rozvor 2665 mm, vnější rozměry 4600x1785x1360 mm, hmotnost 1540 kg, maximální rychlost 250 km/h, zrychlení na stovku za 4,9 s, 0-400 m za 13,1 s. Nízké hmotnosti bylo dosaženo hojným použitím karbonových dílů, odlehčeny byly dokonce i reproduktory.[nedostupný zdroj] Výkonný vůz  pro japonský trh, dodávalo se pouze provedení s volantem vpravo. Vůz sloužil také jako základ pro další úpravy na závodní automobil. Generace označená R34 se vyráběla v letech 1998 až 2002. Některé prameny uváděly, že skutečný výkon motoru byl až 328 koní. Automobil se proslavil například ve dvou dílech akčního filmu Rychle a zběsile.

## GT-R
GT-R se objevil v roce 1999, měl přepracovaný podvozek a další modernizace. Turba R34 dostala kuličková ložiska. Motor R34 N1 turbo měl nerezový výfuk, kuličková ložiska byla použita také ve střední části 6-rychlostní převodovky Getrag. Výfukové potrubí k turbu bylo vyrobeno lité. Na zadní straně mezichladiče a výfukové straně turba se nacházejí teplotní sondy (Pouze u modelu V-Spec).
Modely:
- GT-R - 2,6 L RB26DETT twin-turbo I6, 332 PS (244 kW, 392 Nm)
- GT-R V-Spec - další aerodynamické díly,ventilace brzdového systému, difuzor, LSD.
- GT-R V-Spec II - Jak je uvedeno výše + kapota z uhlíkových vláken s NACA kanál.
- GT-R N1 - N1 blueprinted motor, bez A / C, bez stereo systémů, bez zadního stěrače, základní interiér.
- GT-R M-Spec - Kožený interiér, měkčí odpružení s "HDO" tlumičů, vyhřívaná sedadla.
- GT-R V-Spec II Nur - Jak je uvedeno výše V-Spec II + N1 motor, tachometr cejchovaný do 300 km/h.
- GT-R M-Spec Nur - Jak je uvedeno výše M-Spec + N1 motor, tachometr cejchovaný do 300 km/h.
- GT-R NISMO S-Tune
- GT-R NISMO R-Tune
- GT-R NISMO Z-Tune – 2,8 L RB28DETT Z2 twin-turbo I6, 500 PS (368 kW, 540 Nm), Z1 a Z2

## Z-Tune
Nissanem původně navržený koncept Z-Tune doladěný v roce 2002, kdy Nissan ukončil výrobu Skyline R34. První Z-Tune byl postaven v roce 2003, na výrobu se použil Skyline GT-R V-Spec II. Byl postaven s motorem koncepce RB26DETT "Z1". Tento motor byl založen na Le Mans Nissan GT500 GT2 a závodní zkušenosti. S novým objemem 2,8 l a modernizovanými turbodmychadly Z1 produkoval 370 kW (500 koní). Z-Tune zvládl 0-100 km/h (0-60 mph) za 3,2 sekundy a dosáhl nejvyšší rychlosti přes 310 km/h.
Nismo pak s ohledem na souhlas Nissanu stavěl Z-Tune k výročí Nismo. Nismo pak koupilo 20 použitých R34 GT-R V-spec, každá s méně než 18.000 mil (29.000 km), poté byly rozebrány a vyvařeny. Z-Tune Silver speciální barva pouze pro Z-Tune. Pro každý z 20 výrobních modelů byl motor 2.8L revidován, aby mohl dosáhnout 8000 otáček za minutu. Turbodmychadla IHI byly dodávány v Japonsku. Motor je inzerován jako výroba, stejně jako 370 kW (500 HP) (z důvodu reklamace). Tato druhá revize Z-Tune motoru se nazývá "Z2". Karoserie je navržena se stejnou funkčností komponentů používaných v automobilech Racing Nismo GT500, jako je nový otvor Bay na kapotě a blatnících, ale i širší blatníky pro širší kola. Z-tune je také lepší s agresivním nastavením odpružení od Sachs (set tlumičů v hodnotě 500 000 Kč) a jejich speciálně konstruované brzdy Brembo.
Celé auto je v podstatě ruční výroba, auto bylo zcela rozebráno a znovu postaveno na novém podvozku. Inženýři posílili a vyztužili šasi švovým svařováním v klíčových oblastech, jako jsou dveře a zárubně švů vyrobené z uhlíkových vláken, aby udržely vzpěry, tunel převodovky a motorového prostoru. Zcela je přepracované zavěšení, hnací ústrojí, motor, převodovka a další komponenty tak, aby pracovat s maximální efektivitou a spolehlivostí, jaká se očekává od silničních vozidel. I když Nismo mělo v plánu výstavbu 20 aut zastavilo výrobu jen na 19 (včetně 2 prototypů). Z-Tune je často považován za nejdražší (cena jednoho modelu je asi 180 tisíc USD) silniční GT-R, jaké kdy bylo postaveno.